# 라스트 섀도 퍼펫츠
라스트 섀도 퍼펫츠(The Last Shadow Puppets)은 밴드 악틱 몽키즈의 앨릭스 터너(Alex Turner), 밴드 더 래스칼스(The Rascals)의 마일즈 케인(Miles Kane), 그리고 작곡가/프로듀서 제임스 포드(James Ford)로 구성된 프로젝트 밴드다.

## 역사

### 결성
2007년 8월, 영국의 잡지사 NME가 밴드  앨릭스 터너와 더 래스칼스의 보컬리스트 마일즈 케인과 드럼에 제임스 포드와 함께 녹음을 시작할 것이라고 발표했다. 터너와 케인은 케인의 예전 밴드였던 더 리틀 플레임스가 2005년 영국에서 악틱몽키즈의 서포트 밴드로서 공연할 때 친구가 되었다. 또한, 2007년 악틱 몽키즈의 투어기간 동안 케인과 터너가 그들의 합작 프로젝트를 위해 작곡을 할 때 한 번 더 서포트 밴드로서 참가했다.
그들의 첫 번째 녹음을 2007년 8월 프랑스에서 시작했다. 그해 10월, 오웬 팔렛이 현악기, 타악기, 관악기 부분을 연주를 맡아 초청됐다. 앨범 녹음기간 동안 터너와 케인은 그들의 프로젝트를 촬영하기 위해 다큐멘터리 촬영 팀을 고용했다.

### The Age of the Understatement
2008년 8월, 이 듀오는 자신들을 그룹 이름이 더 라스트 섀도우 퍼펫이고 그들의 앨범의 제목은 The Age of the Understatement가 될 것이라고 발표했다. 2008년 4월 21일 앨범이 발표되자 마자 영국 앨범 차트에 1위로 등극했다. 스튜디오 앨범과 동명인 첫 번째 싱글 앨범 "The Age of the Understatement"가 신곡 "Two Hearts in Two Weeks", 빌리 퓨리의 "Wondorous Place"의 커버곡, 데이빗 보위의 "In the Heat of the Morning"의 커버곡들이 B-side로 동봉 돼 스튜디오 앨범 발매 일주일 전인 4월 14일에 발매됐다. 그들은 녹화 초기에는 데이빗 보위에게 이후에는 스콧 워커에게서 많은 영감을 받았다고 한다. 또한, 비틀즈와 60년대, 70년대의 프로그레스 락에게서도 영향을 받았다고 한다.
두 번째 싱글 앨범 "Standing Next to Me"가 2008년 7월 7일에 발매되었다. 이 앨범은 세 번째 싱글 앨범 "My Mistakes Were Made for You"를 만드는 데에 원인이 됐다.